# Linia kolejowa 10 Győr – Celldömölk
Linia kolejowa Győr – Celldömölk – linia drugorzędna na Węgrzech. Jest to linia jednotorowa, nie zelektryfikowana.